# العلوية (الشرقية)
قرية العلوية هي إحدى القرى التابعة لمركز الزقازيق في محافظة الشرقية في جمهورية مصر العربية. حسب إحصاءات سنة 2006، بلغ إجمالي السكان في العلوية 3951 نسمة، منهم 2009 رجل و1942 امرأة.

## التاريخ
قرية العلوية من القرى القديمة، حيث وردت باسم «منية جحيش» في أعمال الشرقية ضمن قرى الروك الصلاحي التي أحصاها ابن مماتي في كتاب قوانين الدواوين. كما وردت «منية جحيش» في أعمال الشرقية ضمن قرى الروك الناصري التي أحصاها ابن الجيعان في كتاب «التحفة السنية بأسماء البلاد المصرية». وفي العصر العثماني وردت في التربيع العثماني الذي أجراه الوالي العثماني سليمان باشا الخادم في عصر السلطان العثماني سليمان القانوني ضمن قرى ولاية الشرقية، وفي تاريخ 1228هـ/1813م الذي عدّ قرى مصر بعد المسح الذي قام به محمد علي باشا باسم «منية جحيش» ضمن قرى مديرية الشرقية. ويُذكر أن ابن مماتي وابن الجيعان قالا أنها كانت من كفور العلاقمة، وقد تغيّر اسمها إلى «العلوية» بطلب من أهلها سنة 1348هـ/1929م.